# Femmes au Sénat en France

Sénat français en octobre 2023 :
hommes : 222 sièges (63.8 %) ;
femmes : 126 sièges (36.2 %).

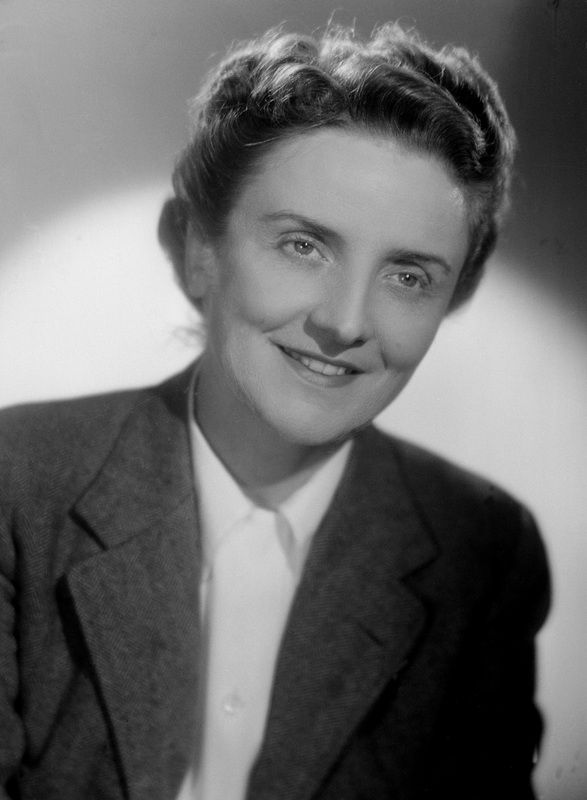
Gilberte Brossolette (SFIO) est la première vice-présidente du Conseil de la République en 1946.

L'histoire des femmes au Sénat en France se rapporte à l'émancipation des femmes dans la vie politique sénatoriale française et, depuis 1945, leur participation aux élections au Sénat, par le vote et l'arrivée de nombreuses sénatrices (plus de 35 % en 2021).

## Histoire

### Deuxième et Troisième Républiques
Le 5 mars 1848 est publié un décret qui proclame dans son article 5 que « le suffrage sera direct et universel ». Aucune mention n'est faite sur la distinction par sexe, si ce n'est la mention « Tous les Français âgés de vingt-et-un ans ». Jeanne Deroin se porte candidate aux élections législatives françaises du 13 mai 1849, mais sa campagne est tournée en dérision par la presse et elle doit s'exiler en Angleterre à la fin de la Deuxième République.
Au début du XXe siècle, plusieurs propositions de loi visent à accorder le droit de vote aux femmes. Le député de Vendée Fernand Gautret présente un projet le 14 juillet 1901 à la Chambre des députés afin que toutes les femmes, « majeures, célibataires, veuves ou divorcées » obtiennent droit de vote aux élections municipales. Jusqu'à l'aube de la Seconde Guerre mondiale, une soixantaine de propositions sont déposés à la Chambre, mais la question de l'éligibilité ne représente que 40 % des projets de loi. Paul Dussaussoy, député du Pas-de-Calais, présente, en juillet 1906, un projet de loi accordant le droit de vote aux femmes dans le cadre de ce qu'on appelle alors le petit suffrage, limité aux élections municipales et cantonales. Mais il faut attendre trois ans pour que le rapporteur, Ferdinand Buisson, député de la Seine, rédige un rapport de 420 pages, rendant un avis favorable. Cependant, avec la Première Guerre mondiale, le projet est abandonné. De 1919 à 1936, plusieurs lois sont adoptées par la Chambre des députés mais, par cinq fois, le Sénat s'y oppose. En 1927 et 1932, à une écrasante majorité, la Chambre adopte deux résolutions invitant le gouvernement à user de son influence auprès du Sénat pour que ces projets soient examinés. En vain. Le 30 juillet 1936, les députés votent par 495 voix contre 0 en faveur du droit de vote des femmes, un texte que le Sénat n'inscrira jamais à son ordre du jour.

### Gouvernement provisoire de la République
Après la déclaration du général de Gaulle du 23 juin 1942 par laquelle il affirme que « tous les hommes et toutes les femmes éliront l'Assemblée nationale », Marthe Simard et Lucie Aubrac sont nommées membres de l'Assemblée consultative provisoire d'Alger. C'est cette même Assemblée, réunie à Paris, qui adopte par 51 voix contre 16, le 24 mars 1944 l'amendement Fernand Grenier instaurant le vote des femmes, à travers l'ordonnance du 21 avril 1944.
En France, le droit de vote a été accordé aux femmes par le Comité français de libération nationale, par ordonnance du 21 avril 1944, qui, dans son article 17, dispose que « les femmes sont électrices et éligibles dans les mêmes conditions que les hommes ». Les premières élections qui permettent aux femmes de voter et d'être candidates se déroulent les 29 avril et 13 mai 1945, les premières municipales d'après-guerre.
Si l'Assemblée consultative provisoire siégeant à Alger du 3 novembre 1943 au 25 juillet 1944 ne comprend qu'une seule femme, Marthe Simard (Lucie Aubrac, nommée mais n'ayant pu se déplacer en Algérie, sera remplacée par son mari Raymond Aubrac), dans celle de Paris, du 7 novembre 1944 au 3 août 1945, siègent 16 femmes parmi les délégués : Lucie Aubrac, Madeleine Braun, Gilberte Brossolette, Marie Couette, Claire Davinroy, Andrée Defferre-Aboulker, Alice Delaunay, Martha Desrumaux, Annie Hervé, Marie-Hélène Lefaucheux, Mathilde Gabriel-Péri, Pauline Ramart, Marthe Simard, Marie-Claude Vaillant-Couturier, Marianne Verger et Andrée Viénot.

### IVeetVeRépubliques

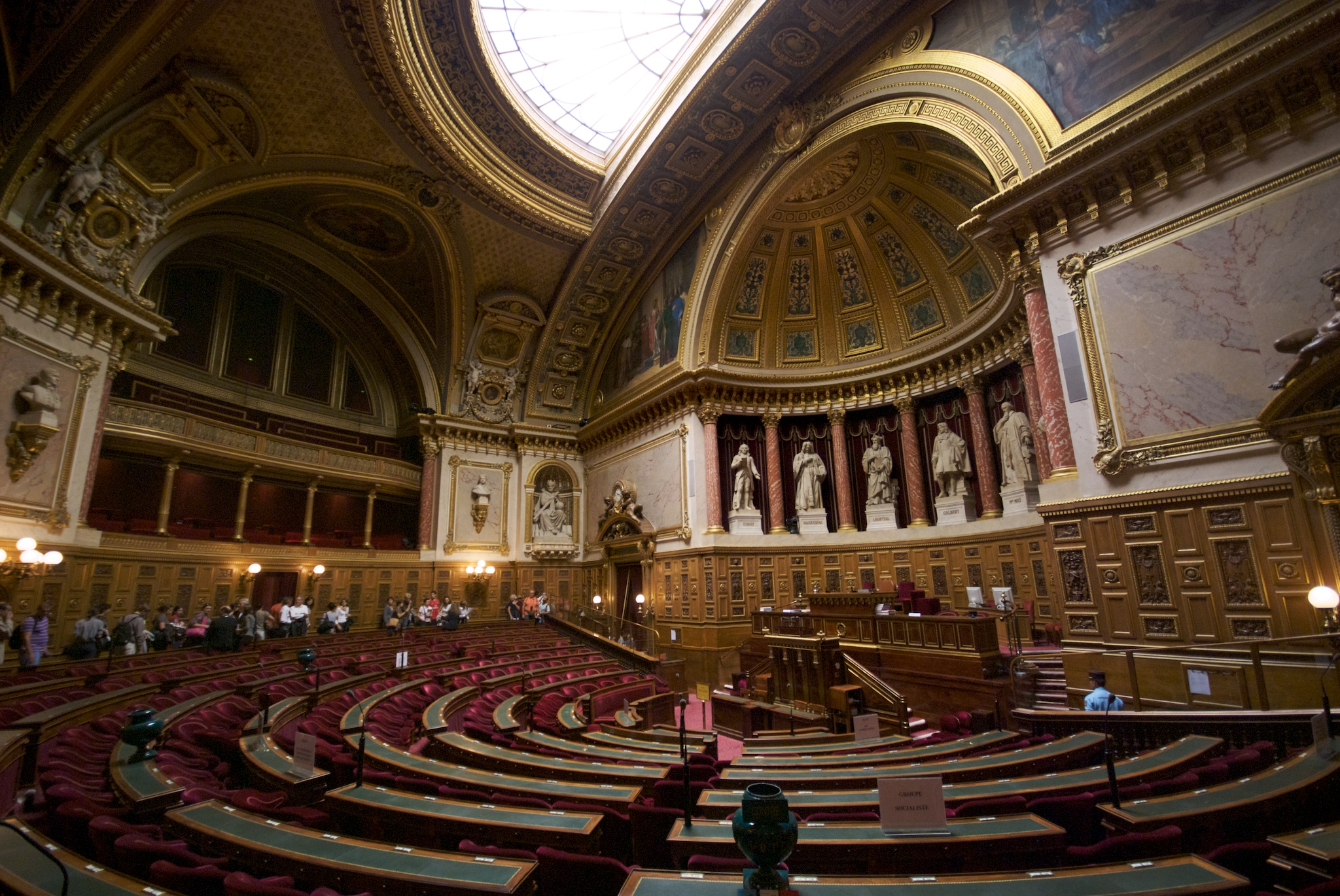
L'hémicycle du palais du Luxembourg, siège du Sénat.

Le 24 décembre 1946, 21 conseillères de la République intègrent la Haute Assemblée, mais aucun des hommes siégeant ne fait mention de cette nouveauté dans son discours, ni Jules Gasser, « président d’âge », ni le futur président du Conseil Auguste Champetier de Ribes. Gilberte Brossolette est néanmoins élue vice-présidente (par 213 voix sur 231) alors que trois consœurs obtiennent la moitié des six postes de secrétaires (Marie-Hélène Cardot par 219 voix, Isabelle Claeys 214 voix et Claire Saunier 208 voix). C'est ensuite seulement en 2001, après le vote pour la loi sur la parité, que le nombre de sénatrices (35) dépassera celui de 1946.
En 2020, avant son renouvellement, le Sénat compte un tiers de sénatrices, contre 6 % vingt ans plus tôt.

## Synthèse des femmes élues au Sénat depuis 1946
Le graphique qui aurait dû être présenté ici ne peut pas être affiché car il utilise l'ancienne extension Graph, désactivée pour des questions de sécurité. Des indications pour créer un nouveau graphique avec la nouvelle extension Chart sont disponibles ici.

| Élection | Nombre de femmes | Nombre total de sénateurs | Pourcentage | +/-           |
| -------- | ---------------- | ------------------------- | ----------- | ------------- |
| 1946     | 21               | 314                       | 6,7 %       | 6,7           |
| 1948     | -                | -                         | -           | 6,7           |
| 1952     | -                | -                         | -           | en stagnation |
| 1955     | -                | -                         | -           | en stagnation |
| 1958     | -                | -                         | -           | en stagnation |
| 1959     | 5                | 307                       | 1,6 %       | 1,6           |
| 1962     | 5                | 274                       | 1,8 %       | 0,2           |
| 1965     | 5                | 274                       | 1,8 %       | en stagnation |
| 1968     | 5                | 283                       | 1,8 %       | en stagnation |
| 1971     | 4                | 283                       | 1,4 %       | 0,4           |
| 1974     | 7                | 283                       | 2,5 %       | 1,1           |
| 1977     | 5                | 318                       | 1,6 %       | 0,9           |
| 1980     | 7                | 316                       | 2,2 %       | 0,6           |
| 1983     | 9                | 321                       | 2,8 %       | 0,6           |
| 1986     | 9                | 321                       | 2,8 %       | en stagnation |
| 1989     | 10               | 321                       | 3,1 %       | 0,3           |
| 1992     | 16               | 321                       | 5,0 %       | 1,9           |
| 1995     | 18               | 321                       | 5,6 %       | 0,6           |
| 1998     | 19               | 321                       | 5,9 %       | 0,3           |
| 2001     | 35               | 321                       | 10,9 %      | 5             |
| 2004     | 56               | 331                       | 16,9 %      | 6             |
| 2008     | 75               | 343                       | 21,9 %      | 5             |
| 2011     | 77               | 348                       | 22,1 %      | 0,2           |
| 2014     | 87               | 348                       | 25,0 %      | 2,9           |
| 2017     | 115              | 348                       | 33,0 %      | 8             |
| 2020     | 121              | 348                       | 34,8 %      | 1,8           |
| 2023     | 126              | 348                       | 36,3 %      | 1,5           |

## Liste des femmes conseillères de la République puis sénatrices

### Quatrième République

#### Conseil de la République en 1946
21 femmes sont élues conseillères de la République, lors de l'élection du Conseil de la République, le 8 décembre 1946 et lors de l'élection des conseillers par l'Assemblée nationale, le 19 décembre 1946. Presque la moitié sont issues du PCF (10), 4 le sont de la SFIO (ou apparentée), 2 du RGR, 4 du MRP et 1 du PRL. Une 22e conseillère de la République les rejoint en mai 1947, élue par l'Assemblée nationale. Les femmes constituent alors 7 % de l'effectif du Conseil de la République.
| Nom                        | Parti | Parti     | Groupe | Circonscription                | Profession         |
| -------------------------- | ----- | --------- | ------ | ------------------------------ | ------------------ |
| Mireille Dumont            |       | PCF       | COM    | Bouches-du-Rhône               | Professeur         |
| Mariette Brion             |       | PCF       | COM    | Charente                       | -                  |
| Alice Brisset              |       | PCF       | COM    | Élue par l'Assemblée nationale | Syndicaliste       |
| Isabelle Claeys            |       | PCF       | COM    | Nord                           | Ouvrière textile   |
| Yvonne Dumont              |       | PCF       | COM    | Élue par l'Assemblée nationale | Institutrice       |
| Suzanne Girault            |       | PCF       | COM    | Seine                          | Employée           |
| Maria Pacaut               |       | PCF       | COM    | Rhône                          | Directrice d'école |
| Germaine Pican             |       | PCF       | COM    | Seine-Inférieure               | Institutrice       |
| Marie Roche                |       | PCF       | COM    | Seine-et-Oise                  | Secrétaire         |
| Jeanne Vigier              |       | PCF       | COM    | Dordogne                       | Cultivatrice       |
| Gilberte Brossolette       |       | SFIO      | SOC    | Élue par l'Assemblée nationale | Journaliste        |
| Eugénie Éboué-Tell         |       | SFIO      | SOC    | Guadeloupe                     | Institutrice       |
| Marie Oyon                 |       | SFIO      | SOC    | Élue par l'Assemblée nationale | Agent d'assurance  |
| Jane Vialle                |       | app. SFIO | SOC    | Oubangui-Chari                 | Journaliste        |
| Claire Saunier             |       | RGR       | RGR    | Élue par l'Assemblée nationale | Institutrice       |
| Jacqueline Thome-Patenôtre |       | RGR       | RGR    | Seine-et-Oise                  | -                  |
| Marie-Hélène Cardot        |       | MRP       | MRP    | Ardennes                       | Industrielle       |
| Marie-Hélène Lefaucheux    |       | MRP       | MRP    | Élue par l'Assemblée nationale | -                  |
| Simone Rollin              |       | MRP       | MRP    | Seine                          | Employée           |
| Anne-Marie Trinquier       |       | MRP       | MRP    | Bouches-du-Rhône               | -                  |
| Marcelle Devaud            |       | PRL       | PRL    | Élue par l'Assemblée nationale | -                  |
| Juliette Dubois (mai 1947) |       | PCF       | COM    | Élue par l'Assemblée nationale | Employée aux PTT   |

#### Conseil de la République en 1948
Les élections du 7 novembre 1948 et le nouveau mode de scrutin dont elles procèdent, réduisent à 13 le nombre des sénatrices, sur 320 élus et élues. Elles sont 12 à partir de mai 1949, soit 3,78 % du Conseil de la République.
| Nom                        | Groupe | Groupe   | Circonscription  | Profession       |
| -------------------------- | ------ | -------- | ---------------- | ---------------- |
| Isabelle Claeys            |        | PCF      | Nord             | Ouvrière textile |
| Mireille Dumont            |        | PCF      | Bouches-du-Rhône | Professeur       |
| Yvonne Dumont              |        | PCF      | Seine            | Institutrice     |
| Suzanne Girault            |        | PCF      | Seine            | Employée         |
| Marie Roche                |        | PCF      | Seine-et-Oise    | Secrétaire       |
| Gilberte Brossolette       |        | SFIO     | Seine            | Journaliste      |
| Marcelle Delabie           |        | RGR      | Somme            | Avocate          |
| Jane Vialle                |        | app. RGR | Oubangui-Chari   | Journaliste      |
| Suzanne Crémieux           |        | RGR      | Gard             | Journaliste      |
| Jacqueline Thome-Patenôtre |        | RGR      | Seine-et-Oise    | -                |
| Marie-Hélène Cardot        |        | MRP      | Ardennes         | Industrielle     |
| Eugénie Éboué-Tell         |        | RPF      | Guadeloupe       | Institutrice     |
| Marcelle Devaud            |        | PRL      | Seine            | -                |

#### Conseil de la République en 1952
9 femmes sont sénatrices après le renouvellement du Conseil de la République lors du scrutin du 18 mai 1952, soit 2,84 % de celui-ci.
| Nom                        | Groupe | Groupe | Circonscription  | Profession                  |
| -------------------------- | ------ | ------ | ---------------- | --------------------------- |
| Mireille Dumont            |        | PCF    | Bouches-du-Rhône | Directrice d'école primaire |
| Yvonne Dumont              |        | PCF    | Seine            | Institutrice                |
| Suzanne Girault            |        | PCF    | Seine            | Employée                    |
| Gilberte Brossolette       |        | SFIO   | Seine            | Journaliste                 |
| Marcelle Delabie           |        | RGR    | Somme            | Avocate                     |
| Suzanne Crémieux           |        | RGR    | Gard             | Journaliste                 |
| Jacqueline Thome-Patenôtre |        | RGR    | Seine-et-Oise    | -                           |
| Marie-Hélène Cardot        |        | MRP    | Ardennes         | Industrielle                |
| Marcelle Devaud            |        | PRL    | Seine            | -                           |

#### Conseil de la République en 1955
Après les élections sénatoriales du 19 juin 1955, les sénatrices sont au nombre de 8 sur les 320 sénateurs et sénatrices. Elles sont rejointes par une 9e sénatrice, après les élections législatives du 2 janvier 1956. Le Conseil de la République compte alors 2,88 % de femmes.
| Nom                        | Groupe | Groupe               | Circonscription  | Profession           |
| -------------------------- | ------ | -------------------- | ---------------- | -------------------- |
| Yvonne Dumont              |        | PCF                  | Seine            | Institutrice         |
| Suzanne Girault            |        | PCF                  | Seine            | Employée             |
| Gilberte Brossolette       |        | SFIO                 | Seine            | Journaliste          |
| Irma Rapuzzi               |        | SFIO                 | Bouches-du-Rhône | Institutrice         |
| Marcelle Delabie           |        | Gauche démocratique  | Somme            | Avocate              |
| Jacqueline Thome-Patenôtre |        | Gauche démocratique  | Seine-et-Oise    | -                    |
| Marie-Hélène Cardot        |        | MRP                  | Ardennes         | Industrielle         |
| Marcelle Devaud            |        | Républicains sociaux | Seine            | -                    |
| Renée Dervaux (mars 1956)  |        | PCF                  | Seine            | Secrétaire comptable |

#### Conseil de la République en 1958
Après le renouvellement du 8 juin 1958, la tendance à la diminution du nombre des femmes sénatrices se poursuit. Elles sont 6 parmi les 314 élus et élues, soit 1,91 % de l'assemblée.
| Nom                        | Groupe | Groupe              | Circonscription  | Profession           |
| -------------------------- | ------ | ------------------- | ---------------- | -------------------- |
| Renée Dervaux              |        | PCF                 | Seine            | Secrétaire comptable |
| Yvonne Dumont              |        | PCF                 | Seine            | Institutrice         |
| Irma Rapuzzi               |        | SFIO                | Bouches-du-Rhône | Institutrice         |
| Marcelle Delabie           |        | Gauche démocratique | Somme            | Avocate              |
| Jacqueline Thome-Patenôtre |        | Gauche démocratique | Seine-et-Oise    | -                    |
| Marie-Hélène Cardot        |        | MRP                 | Ardennes         | Industrielle         |

### Cinquième République

#### Sénat en 1959
5 sénatrices sont élus lors des premières élections sénatoriales de la Ve République le 26 avril 1959 pour un total de... 307 sénateurs et sénatrices, soit 1,63 % de l'effectif sénatorial..
| Nom                         | Groupe | Groupe                  | Circonscription  | Profession                   |
| --------------------------- | ------ | ----------------------- | ---------------- | ---------------------------- |
| Renée Dervaux               |        | communiste              | Seine            | Secrétaire comptable         |
| Jeannette Thorez-Vermeersch |        | communiste              | Seine            | Ancienne députée (1945-1958) |
| Irma Rapuzzi                |        | socialiste              | Bouches-du-Rhône | Institutrice                 |
| Suzanne Crémieux            |        | gauche démocratique     | Gard             | Journaliste                  |
| Marie-Hélène Cardot         |        | républicains populaires | Ardennes         | Industrielle                 |

#### Sénat en 1962
Le renouvellement du 23 septembre 1962 n'implique aucun changement : les trois sénatrices concernées, Irma Rapuzzi, Marie-Hélène Cardot et Suzanne Crémieux sont réélues. Le nombre des sénateurs ayant diminué, à la suite de l'Indépendance algérienne, le taux de féminisation du Sénat augmente par ce seul effet, de 1,63 % à 1, 85 %.

#### Sénat en 1965
Les élections du 26 septembre 1965 ne modifient pas la représentation féminine au sein des 274 sénateurs et sénatrices. Aucune élue n'est concernée par le scrutin et aucune ne s'ajoute à elles.

#### Sénat en 1968
5 sénatrices siègent au Sénat après les élections sénatoriales du 22 septembre 1968, malgré une légère augmentation du nombre des sièges au Sénat, due à la représentation des nouveaux départements de la Région parisienne. Les femmes sont donc proportionnellement moins nombreuses : 1,77 % des 283 élus et élues.
| Nom                    | Groupe | Groupe              | Circonscription   | Profession                    |
| ---------------------- | ------ | ------------------- | ----------------- | ----------------------------- |
| Marie-Thérèse Goutmann |        | communiste          | Seine-Saint-Denis | Directrice d'école maternelle |
| Catherine Lagatu       |        | communiste          | Paris             | Professeur                    |
| Irma Rapuzzi           |        | socialiste          | Bouches-du-Rhône  | Institutrice                  |
| Suzanne Crémieux       |        | gauche démocratique | Gard              | Journaliste                   |
| Marie-Hélène Cardot    |        | Union centriste     | Ardennes          | Industrielle                  |

#### Sénat en 1971
Sénatrice depuis 1946, Marie-Hélène Cardot ne se représente pas lors du renouvellement du 26 septembre 1971. Le nombre des sénatrices qui n'a cessé de décroître depuis 1946, atteint son plus bas niveau : 4, soit 1,42 %. 
| Nom                    | Groupe | Groupe              | Circonscription   | Profession                    |
| ---------------------- | ------ | ------------------- | ----------------- | ----------------------------- |
| Marie-Thérèse Goutmann |        | communiste          | Seine-Saint-Denis | Directrice d'école maternelle |
| Catherine Lagatu       |        | communiste          | Paris             | Professeur                    |
| Irma Rapuzzi           |        | socialiste          | Bouches-du-Rhône  | Institutrice                  |
| Suzanne Crémieux       |        | gauche démocratique | Gard              | Journaliste                   |

#### Sénat en 1974
Les élections sénatoriales du 22 septembre 1974 n'enregistrent en elles-mêmes aucune nouvelle sénatrice. Mais au cours de l'année précédente (1973), les hommes étant mortels... 2 sénateurs ont laissé lors de leur décès leur siège à leurs suppléantes. Un troisième a été élu député. Le nombre des sénatrices s'en trouve presque doublé, passant de 4 à 7, soit 2,47 % de l'effectif sénatorial. Une 8e sénatrice les rejoint en mai 1975
| Nom                       | Groupe | Groupe                    | Circonscription   | Profession                    |
| ------------------------- | ------ | ------------------------- | ----------------- | ----------------------------- |
| Marie-Thérèse Goutmann    |        | communiste                | Seine-Saint-Denis | Directrice d'école maternelle |
| Catherine Lagatu          |        | communiste                | Paris             | Professeur                    |
| Irma Rapuzzi              |        | socialiste                | Bouches-du-Rhône  | Institutrice                  |
| Suzanne Crémieux          |        | gauche démocratique       | Gard              | Journaliste                   |
| Brigitte Gros             |        | gauche démocratique       | Yvelines          | Journaliste                   |
| Gabrielle Scellier        |        | Union centriste           | Somme             | Pharmacienne                  |
| Odette Pagani             |        | Républicains indépendants | Yonne             | Administratrice de société    |
| Hélène Edeline (mai 1975) |        | communiste                | Val-de-Marne      | Sténodactylo                  |

#### Sénat en 1977
Ajoutées à la mort de Suzanne Crémieux en 1976, les élections du 25 septembre 1977 réduisent à 5 le nombre des sénatrices : 1,69 % des 295 membres du Sénat.
| Nom                    | Groupe | Groupe              | Circonscription   | Profession                    |
| ---------------------- | ------ | ------------------- | ----------------- | ----------------------------- |
| Marie-Thérèse Goutmann |        | communiste          | Seine-Saint-Denis | Directrice d'école maternelle |
| Hélène Luc             |        | communiste          | Val-de-Marne      | Ouvrière textile              |
| Rolande Perlican       |        | communiste          | Paris             | Secrétaire dactylo            |
| Irma Rapuzzi           |        | socialiste          | Bouches-du-Rhône  | Institutrice                  |
| Brigitte Gros          |        | gauche démocratique | Yvelines          | Journaliste                   |

#### Sénat en 1980
Le renouvellement triennal du 28 septembre 1980 permet la 5e élection d'Irma Rapuzzi. 2 femmes sont entrées au Sénat en 1979 à la suite du décès de titulaires hommes. Il a donc après les élections, 7 sénatrices, soit 2,3 % de l'effectif. 
En 1981, et en 1982, 3 autres sénatrices les rejoignent, remplaçant des sénateurs pour diverses raisons. À la fin de l'année 1982, elles sont 10 femmes à siéger au Sénat : 3,29 %. 
| Nom                                       | Groupe | Groupe              | Circonscription     | Profession                         |
| ----------------------------------------- | ------ | ------------------- | ------------------- | ---------------------------------- |
| Marie-Claude Beaudeau                     |        | communiste          | Val-d'Oise          | Secrétaire de direction            |
| Danielle Bidard-Reydet                    |        | communiste          | Seine-Saint-Denis   | Professeur agrégée                 |
| Hélène Luc                                |        | communiste          | Val-de-Marne        | Ouvrière textile                   |
| Rolande Perlican                          |        | communiste          | Paris               | Secrétaire dactylo                 |
| Cécile Goldet                             |        | socialiste          | Paris               | Médecin                            |
| Irma Rapuzzi                              |        | socialiste          | Bouches-du-Rhône    | Institutrice                       |
| Brigitte Gros                             |        | gauche démocratique | Yvelines            | Journaliste                        |
| Monique Midy (juin 1981)                  |        | communiste          | Hauts-de-Seine      | Secrétaire                         |
| Geneviève Le Bellegou-Béguin (sept. 1981) |        | socialiste          | Var                 | Avocate                            |
| Jacqueline Alduy (octobre 1982)           |        | RASNAG              | Pyrénées-Orientales | Vice-présidente du conseil général |

#### Sénat en 1983
Après les élections du 25 septembre 1983, 9 femmes siègent au Sénat, qui compte 317 membres, soit 2,84 % d'entre-eux. Brigitte Gros décède en mars 1985.
| Nom                          | Groupe | Groupe              | Circonscription   | Profession              |
| ---------------------------- | ------ | ------------------- | ----------------- | ----------------------- |
| Marie-Claude Beaudeau        |        | communiste          | Val-d'Oise        | Secrétaire de direction |
| Danielle Bidard-Reydet       |        | communiste          | Seine-Saint-Denis | Professeur agrégée      |
| Hélène Luc                   |        | communiste          | Val-de-Marne      | Ouvrière textile        |
| Monique Midy                 |        | communiste          | Hauts-de-Seine    | Secrétaire              |
| Rolande Perlican             |        | communiste          | Paris             | Secrétaire dactylo      |
| Cécile Goldet                |        | socialiste          | Paris             | Médecin                 |
| Geneviève Le Bellegou-Béguin |        | socialiste          | Var               | Avocate                 |
| Irma Rapuzzi                 |        | socialiste          | Bouches-du-Rhône  | Institutrice            |
| Brigitte Gros                |        | gauche démocratique | Yvelines          | Journaliste             |

#### Sénat en 1986
9 sénatrices sur 319 élus et élues siègent au Sénat, soit 2,82 % de ceux-ci, après les élections du 28 septembre 1986.
| Nom                        | Groupe | Groupe     | Circonscription   | Profession                            |
| -------------------------- | ------ | ---------- | ----------------- | ------------------------------------- |
| Marie-Claude Beaudeau      |        | communiste | Val-d'Oise        | Secrétaire de direction               |
| Danielle Bidard-Reydet     |        | communiste | Seine-Saint-Denis | Professeur agrégée                    |
| Paulette Fost              |        | communiste | Seine-Saint-Denis | Employée                              |
| Jacqueline Fraysse-Cazalis |        | communiste | Hauts-de-Seine    | Médecin                               |
| Hélène Luc                 |        | communiste | Val-de-Marne      | Ouvrière textile                      |
| Irma Rapuzzi               |        | socialiste | Bouches-du-Rhône  | Institutrice                          |
| Nicole de Hautecloque      |        | RPR        | Paris             | Ancienne députée de Paris (1962-1986) |
| Hélène Missoffe            |        | RPR        | Val-d'Oise        | Ancienne députée de Paris             |
| Nelly Rodi                 |        | RPR        | Yvelines          | Sage-femme                            |

#### Sénat en 1989
Le renouvellement triennal du 24 septembre 1989 est marqué par le départ de la sénatrice socialiste Irma Rapuzzi, après 34 ans de mandat. À la suite de ces élections 10 femmes sont sénatrices : 3,11 % de l'effectif sénatorial. Une 11e sénatrice les rejoint en janvier 1990
| Nom                                | Groupe | Groupe     | Circonscription                 | Profession                            |
| ---------------------------------- | ------ | ---------- | ------------------------------- | ------------------------------------- |
| Marie-Claude Beaudeau              |        | communiste | Val-d'Oise                      | Secrétaire de direction               |
| Danielle Bidard-Reydet             |        | communiste | Seine-Saint-Denis               | Professeur agrégée                    |
| Paulette Fost                      |        | communiste | Seine-Saint-Denis               | Employée                              |
| Jacqueline Fraysse-Cazalis         |        | communiste | Hauts-de-Seine                  | Médecin                               |
| Hélène Luc                         |        | communiste | Val-de-Marne                    | Ouvrière textile                      |
| Maryse Bergé-Lavigne               |        | socialiste | Haute-Garonne                   | Enseignante de l'enfance handicapée   |
| Paulette Brisepierre               |        | RPR        | Français établis hors de France | Directrice de société                 |
| Nicole de Hautecloque              |        | RPR        | Paris                           | Ancienne députée de Paris (1962-1986) |
| Hélène Missoffe                    |        | RPR        | Val-d'Oise                      | Ancienne députée de Paris             |
| Nelly Rodi                         |        | RPR        | Yvelines                        | Sage-femme                            |
| Marie-Fanny Gournay (janvier 1990) |        | RPR        | Nord                            |                                       |

#### Sénat en 1992
Les élections du 27 septembre 1992 provoquent l'augmentation du nombre des sénatrices : 16 siègent parmi les 321 élues et élus, soit 4,98 %. 
Le journal Le Monde, dans ses commentaires post-électoraux, fait pour la première fois un commentaire sur « la féminisation mesurée, où 5 des 43 nouveaux sénateurs sont des femmes »... Il constate que « proportionnellement les communistes restent les plus « féministes » avec six élues ». Le Parti socialiste en compte cinq, le RPR en compte 4, et les trois groupes UDF (RDE, Union centriste, Républicains indépendants) « qui ne comptaient pas une seule parlementaire en ont une ! »
Nicole de Hautecloque meurt en avril 1993, mais jusqu'au renouvellement de 1995, trois sénatrices s'ajoutent aux 15 autres élues : Magdeleine Anglade le 28 septembre 1994 (Paris), Janine Bardou le 10 septembre 1994,  (Lozère), Joëlle Dusseau le 28 août 1993 (Gironde).  
| Nom                         | Groupe | Groupe                    | Circonscription                 | Profession                                   |
| --------------------------- | ------ | ------------------------- | ------------------------------- | -------------------------------------------- |
| Marie-Claude Beaudeau       |        | communiste                | Val-d'Oise                      | Secrétaire de direction                      |
| Danielle Bidard-Reydet      |        | communiste                | Seine-Saint-Denis               | Professeur agrégée                           |
| Paulette Fost               |        | communiste                | Seine-Saint-Denis               | Employée                                     |
| Jacqueline Fraysse-Cazalis  |        | communiste                | Hauts-de-Seine                  | Médecin                                      |
| Hélène Luc                  |        | communiste                | Val-de-Marne                    | Ouvrière textile                             |
| Michelle Demessine          |        | communiste                | Nord                            | Secrétaire                                   |
| Maryse Bergé-Lavigne        |        | socialiste                | Haute-Garonne                   | Enseignante de l'enfance handicapée          |
| Monique Cerisier-ben Guiga  |        | socialiste                | Français établis hors de France | Professeur de lettres                        |
| Marie-Madeleine Dieulangard |        | socialiste                | Loire-Atlantique                | Secrétaire médicale                          |
| Josette Durieu              |        | socialiste                | Hautes-Pyrénées                 | Enseignante                                  |
| Françoise Seligmann         |        | socialiste                | Hauts-de-Seine                  | Directrice de journal                        |
| Anne Heinis                 |        | Républicains indépendants | Manche                          | Inspectrice de l'action sanitaire et sociale |
| Paulette Brisepierre        |        | RPR                       | Français établis hors de France | Directrice de société                        |
| Nicole de Hautecloque       |        | RPR                       | Paris                           | Ancienne députée de Paris (1962-1986)        |
| Hélène Missoffe             |        | RPR                       | Val-d'Oise                      | Ancienne députée de Paris                    |
| Nelly Rodi                  |        | RPR                       | Yvelines                        | Sage-femme                                   |

#### Sénat en 1995
Après le renouvellement du 24 septembre 1995, le Sénat compte 18 sénatrices, soit 5,60 % des 321 élues et élus.
Il est à noter que la sénatrice socialiste sortante Françoise Seligmann est contrainte de s'effacer lors de ces élections pour laisser entrer au Sénat Robert Badinter, non sans provoquer certains remous parmi les féministes du PS.
Au cours des trois années suivantes, Jacqueline Fraysse-Cazalis, élue députée, quitte le Sénat (12 juin 1997), de même que Michelle Demessine, appelée au gouvernement, mais plusieurs femmes y entrent : il y a 19 sénatrices à la veille des élections de 1998. Se sont ajoutées :
- le 10 septembre 1996, Gisèle Printz (SOC) pour représenter la Moselle[29];
- le 13 juin 1997, Odette Terrade (CRC) pour représenter le Val-de-Marne[30];
- le 3 juillet 1997, Dinah Derycke (SOC), pour représenter le Nord[31].

| Nom                         | Groupe | Groupe | Circonscription                 | Profession                                   |
| --------------------------- | ------ | ------ | ------------------------------- | -------------------------------------------- |
| Marie-Claude Beaudeau       |        | CRC    | Val-d'Oise                      | Secrétaire de direction                      |
| Danielle Bidard-Reydet      |        | CRC    | Seine-Saint-Denis               | Professeur agrégée                           |
| Nicole Borvo Cohen-Seat     |        | CRC    | Paris                           | Attachée d'administration centrale           |
| Jacqueline Fraysse-Cazalis  |        | CRC    | Hauts-de-Seine                  | Médecin                                      |
| Hélène Luc                  |        | CRC    | Val-de-Marne                    | Ouvrière textile                             |
| Michelle Demessine          |        | CRC    | Nord                            | Secrétaire                                   |
| Maryse Bergé-Lavigne        |        | SOC    | Haute-Garonne                   | Enseignante de l'enfance handicapée          |
| Monique Cerisier-ben Guiga  |        | SOC    | Français établis hors de France | Professeur de lettres                        |
| Marie-Madeleine Dieulangard |        | SOC    | Loire-Atlantique                | Secrétaire médicale                          |
| Josette Durieu              |        | SOC    | Hautes-Pyrénées                 | Enseignante                                  |
| Danièle Pourtaud            |        | SOC    | Paris                           | Juriste                                      |
| Joëlle Dusseau              |        | RDSE   | Gironde                         | Professeur agrégée                           |
| Annick Bocandé              |        | UC     | Seine-Maritime                  | Institutrice                                 |
| Janine Bardou               |        | RI     | Lozère                          | Agent d'assurances                           |
| Anne Heinis                 |        | RI     | Manche                          | Inspectrice de l'action sanitaire et sociale |
| Paulette Brisepierre        |        | RPR    | Français établis hors de France | Directrice de société                        |
| Lucette Michaux-Chevry      |        | RPR    | Guadeloupe                      | Avocate                                      |
| Nelly Olin                  |        | RPR    | Val-d'Oise                      | Assistante de direction                      |

#### Sénat en 1998
Après le renouvellement du 27 septembre 1998, le Sénat compte 19 sénatrices, soit 5,92 % de son effectif.
S'ajoute à elle le 28 avril 2000 Claire-Lise Campion (SOC, Essonne) désignée en remplacement de Jean-Luc Mélenchon, entré au gouvernement. Elles sont donc 20 à la veille des élections de 2001.
| Nom                         | Groupe | Groupe | Circonscription                 | Profession                                     |
| --------------------------- | ------ | ------ | ------------------------------- | ---------------------------------------------- |
| Marie-Claude Beaudeau       |        | CRC    | Val-d'Oise                      | Secrétaire de direction                        |
| Danielle Bidard-Reydet      |        | CRC    | Seine-Saint-Denis               | Professeur agrégée                             |
| Nicole Borvo Cohen-Seat     |        | CRC    | Paris                           | Attachée d'administration centrale             |
| Hélène Luc                  |        | CRC    | Val-de-Marne                    | Ouvrière textile                               |
| Odette Terrade              |        | CRC    | Val-de-Marne                    | Fonctionnaire                                  |
| Maryse Bergé-Lavigne        |        | SOC    | Haute-Garonne                   | Enseignante de l'enfance handicapée            |
| Yolande Boyer               |        | SOC    | Finistère                       | Professeur                                     |
| Monique Cerisier-ben Guiga  |        | SOC    | Français établis hors de France | Professeur de lettres                          |
| Dinah Derycke               |        | SOC    | Nord                            | Conseillère référendaire à la Cour des comptes |
| Marie-Madeleine Dieulangard |        | SOC    | Loire-Atlantique                | Secrétaire médicale                            |
| Josette Durieu              |        | SOC    | Hautes-Pyrénées                 | Enseignante                                    |
| Danièle Pourtaud            |        | SOC    | Paris                           | Juriste                                        |
| Gisèle Printz               |        | SOC    | Moselle                         | Sténodactylo                                   |
| Annick Bocandé              |        | UC     | Seine-Maritime                  | Institutrice                                   |
| Janine Bardou               |        | RI     | Lozère                          | Agent d'assurances                             |
| Anne Heinis                 |        | RI     | Manche                          | Inspectrice de l'action sanitaire et sociale   |
| Paulette Brisepierre        |        | RPR    | Français établis hors de France | Directrice de société                          |
| Lucette Michaux-Chevry      |        | RPR    | Guadeloupe                      | Avocate                                        |
| Nelly Olin                  |        | RPR    | Val-d'Oise                      | Assistante de direction                        |

#### Sénat en 2001
Le renouvellement du tiers du Sénat le 23 septembre 2001 fait passer le nombre des sénatrices de 20 à 35. Elles sont 10,9 % des 321 élus et élues. Le score « record » de 1946 est dépassé... 
La féminisation est relative : sur les 60 nouveaux sénateurs et sénatrices, on dénombre 18 femmes. Sur le total des 102 élus et élues, il y a 22 femmes. Le groupe communiste (CRC), le plus féminisé, compte 10 sénatrices sur 23. Le groupe socialiste en compte 11 auxquelles s'ajoutent la 1re élue écologiste, Marie-Christine Blandin. Le journal Le Monde titre son analyse du scrutin : « Le Sénat fait une plus large place à la gauche et aux femmes ». Mais en matière de féminisation, la droite et le centre ne sont pas en reste. Les élues de l'UDF/UC font une percée. 
Le département du Nord est celui qui envoie le plus de femmes au Sénat : 5 élues sur 11.
La benjamine du Sénat, Annie David est âgée de 38 ans, suivie de près par une autre femme Valérie Létard.
| Nom                         | Groupe | Groupe | Circonscription                 | Profession                                     |
| --------------------------- | ------ | ------ | ------------------------------- | ---------------------------------------------- |
| Marie-Claude Beaudeau       |        | CRC    | Val-d'Oise                      | Secrétaire de direction                        |
| Marie-France Beaufils       |        | CRC    | Indre-et-Loire                  | Institutrice                                   |
| Danielle Bidard-Reydet      |        | CRC    | Seine-Saint-Denis               | Professeur agrégée                             |
| Nicole Borvo Cohen-Seat     |        | CRC    | Paris                           | Attachée d'administration centrale             |
| Annie David                 |        | CRC    | Isère                           | Acheteuse en informatique                      |
| Evelyne Didier              |        | CRC    | Meurthe-et-Moselle              | Enseignante                                    |
| Michelle Demessine          |        | CRC    | Nord                            | Secrétaire                                     |
| Hélène Luc                  |        | CRC    | Val-de-Marne                    | Ouvrière textile                               |
| Josiane Mathon-Poinat       |        | CRC    | Loire                           | Secrétaire                                     |
| Odette Terrade              |        | CRC    | Val-de-Marne                    | Fonctionnaire                                  |
| Michèle André               |        | SOC    | Puy-de-Dôme                     | Directrice d'établissement sanitaire           |
| Maryse Bergé-Lavigne        |        | SOC    | Haute-Garonne                   | Enseignante de l'enfance handicapée            |
| Yolande Boyer               |        | SOC    | Finistère                       | Professeur                                     |
| Claire-Lise Campion         |        | SOC    | Essonne                         |                                                |
| Monique Cerisier-ben Guiga  |        | SOC    | Français établis hors de France | Professeur de lettres                          |
| Dinah Derycke               |        | SOC    | Nord                            | Conseillère référendaire à la Cour des comptes |
| Josette Durieu              |        | SOC    | Hautes-Pyrénées                 | Enseignante                                    |
| Odette Herviaux             |        | SOC    | Morbihan                        | Professeur                                     |
| Danièle Pourtaud            |        | SOC    | Paris                           | Juriste                                        |
| Gisèle Printz               |        | SOC    | Moselle                         | Sténodactylo                                   |
| Michèle San Vicente-Baudrin |        | SOC    | Pas-de-Calais                   |                                                |
| Marie-Christine Blandin     |        | SOC    | Nord                            | Professeur                                     |
| Annick Bocandé              |        | UC     | Seine-Maritime                  | Institutrice                                   |
| Françoise Férat             |        | UC     | Marne                           |                                                |
| Gisèle Gautier              |        | UC     | Loire-Atlantique                | Directrice commerciale                         |
| Jacqueline Gourault         |        | UC     | Loir-et-Cher                    | Professeur                                     |
| Valérie Létard              |        | UC     | Nord                            | Assistante sociale                             |
| Monique Papon               |        | UC     | Loire-Atlantique                | Professeur                                     |
| Anne-Marie Payet            |        | UC     | La Réunion                      | Enseignante                                    |
| Sylvie Desmarescaux         |        | SE     | Nord                            | Assistante sociale                             |
| Françoise Henneron          |        | DL     | Pas-de-Calais                   | Secrétaire                                     |
| Paulette Brisepierre        |        | RPR    | Français établis hors de France | Directrice de société                          |
| Lucette Michaux-Chevry      |        | RPR    | Guadeloupe                      | Avocate                                        |
| Nelly Olin                  |        | RPR    | Val-d'Oise                      | Assistante de direction                        |
| Janine Rozier               |        | RPR    | Loiret                          | Clerc de notaire                               |

#### Sénat de 2008 à 2011
| Nom                         |  | Groupe | Circonscription                 |
| --------------------------- |  | ------ | ------------------------------- |
| Jacqueline Alquier          |  | SOC    | Tarn                            |
| Michèle André               |  | SOC    | Puy-de-Dôme                     |
| Éliane Assassi              |  | CRC    | Seine-Saint-Denis               |
| Marie-France Beaufils       |  | CRC    | Indre-et-Loire                  |
| Marie-Christine Blandin     |  | SOC    | Nord                            |
| Maryvonne Blondin           |  | SOC    | Finistère                       |
| Nicole Bonnefoy             |  | SOC    | Charente                        |
| Nicole Borvo Cohen-Seat     |  | CRC    | Paris                           |
| Alima Boumediene-Thiery     |  | SOC    | Paris                           |
| Bernadette Bourzai          |  | SOC    | Corrèze                         |
| Brigitte Bout               |  | UMP    | Pas-de-Calais                   |
| Nicole Bricq                |  | SOC    | Seine-et-Marne                  |
| Marie-Thérèse Bruguière     |  | UMP    | Hérault                         |
| Claire-Lise Campion         |  | SOC    | Essonne                         |
| Françoise Cartron           |  | SOC    | Gironde                         |
| Monique Cerisier-ben Guiga  |  | SOC    | Français établis hors de France |
| Jacqueline Chevé            |  | SOC    | Côtes-d'Armor                   |
| Roselle Cros                |  | UC     | Yvelines                        |
| Annie David                 |  | CRC    | Isère                           |
| Isabelle Debré              |  | UMP    | Hauts-de-Seine                  |
| Michelle Demessine          |  | CRC    | Nord                            |
| Christiane Demontès         |  | SOC    | Rhône                           |
| Catherine Deroche           |  | UMP    | Maine-et-Loire                  |
| Béatrice Descamps           |  | UC     | Nord                            |
| Sylvie Desmarescaux         |  | RASNAG | Nord                            |
| Évelyne Didier              |  | CRC    | Meurthe-et-Moselle              |
| Muguette Dini               |  | UC     | Rhône                           |
| Catherine Dumas             |  | UMP    | Paris                           |
| Bernadette Dupont           |  | UMP    | Yvelines                        |
| Josette Durrieu             |  | SOC    | Hautes-Pyrénées                 |
| Anne-Marie Escoffier        |  | RDSE   | Aveyron                         |
| Marie-Hélène des Esgaulx    |  | UMP    | Gironde                         |
| Françoise Férat             |  | UC     | Marne                           |
| Joëlle Garriaud-Maylam      |  | UMP    | Français établis hors de France |
| Gisèle Gautier              |  | UMP    | Loire-Atlantique                |
| Samia Ghali                 |  | SOC    | Bouches-du-Rhône                |
| Colette Giudicelli          |  | UMP    | Alpes-Maritimes                 |
| Brigitte Gonthier-Maurin    |  | CRC    | Hauts-de-Seine                  |
| Nathalie Goulet             |  | UC     | Orne                            |
| Jacqueline Gourault         |  | UC     | Loir-et-Cher                    |
| Sylvie Goy-Chavent          |  | UMP    | Ain                             |
| Françoise Henneron          |  | UMP    | Pas-de-Calais                   |
| Marie-Thérèse Hermange      |  | UMP    | Paris                           |
| Odette Herviaux             |  | SOC    | Morbihan                        |
| Gélita Hoarau               |  | CRC    | La Réunion                      |
| Christiane Hummel           |  | UMP    | Var                             |
| Annie Jarraud-Vergnolle     |  | SOC    | Pyrénées-Atlantiques            |
| Sophie Joissains            |  | UMP    | Bouches-du-Rhône                |
| Christiane Kammermann       |  | UMP    | Français établis hors de France |
| Fabienne Keller             |  | UMP    | Bas-Rhin                        |
| Bariza Khiari               |  | SOC    | Paris                           |
| Virginie Klès               |  | SOC    | Ille-et-Vilaine                 |
| Marie-Agnès Labarre         |  | CRC    | Essonne                         |
| Françoise Laborde           |  | RDSE   | Haute-Garonne                   |
| Élisabeth Lamure            |  | UMP    | Rhône                           |
| Françoise Laurent-Perrigot  |  | SOC    | Gard                            |
| Claudine Lepage             |  | SOC    | Français établis hors de France |
| Valérie Létard              |  | UC     | Nord                            |
| Raymonde Le Texier          |  | SOC    | Val-d'Oise                      |
| Christiane Longère          |  | UMP    | Loire                           |
| Lucienne Malovry            |  | UMP    | Val-d'Oise                      |
| Josiane Mathon-Poinat       |  | CRC    | Loire                           |
| Rachel Mazuir               |  | SOC    | Ain                             |
| Colette Mélot               |  | UMP    | Seine-et-Marne                  |
| Lucette Michaux-Chevry      |  | UMP    | Guadeloupe                      |
| Catherine Morin-Desailly    |  | UC     | Seine-Maritime                  |
| Renée Nicoux                |  | SOC    | Creuse                          |
| Mireille Oudit              |  | UMP    | Marne                           |
| Jacqueline Panis            |  | UMP    | Meurthe-et-Moselle              |
| Monique Papon               |  | UMP    | Loire-Atlantique                |
| Isabelle Pasquet            |  | CRC    | Bouches-du-Rhône                |
| Anne-Marie Payet            |  | UC     | La Réunion                      |
| Gisèle Printz               |  | SOC    | Moselle                         |
| Catherine Procaccia         |  | UMP    | Val-de-Marne                    |
| Janine Rozier               |  | UMP    | Loiret                          |
| Michèle San Vicente-Baudrin |  | SOC    | Pas-de-Calais                   |
| Patricia Schillinger        |  | SOC    | Haut-Rhin                       |
| Mireille Schurch            |  | CRC    | Allier                          |
| Esther Sittler              |  | UMP    | Bas-Rhin                        |
| Catherine Tasca             |  | SOC    | Yvelines                        |
| Odette Terrade              |  | CRC    | Val-de-Marne                    |
| Catherine Troendlé          |  | UMP    | Haut-Rhin                       |
| Dominique Voynet            |  | SOC    | Seine-Saint-Denis               |

1. ↑  Décédée le 15 mars 2010, remplacée par Ronan Kerdraon.
2. ↑  Suivante de liste de Christian Gaudin, nommé préfet des Terres australes le 11 octobre 2011.
3. ↑  Suivante de liste de Valérie Létard, nommée au gouvernement du 19 juin 2007 au 13 novembre 2010.
4. ↑  Suivante de liste de Jean-Luc Mélenchon, devenu député européen, à compter du 8 janvier 2010.
5. ↑  Suppléée par Béatrice Descamps lors de sa présence au gouvernement du 19 juin 2007 au 13 novembre 2010.
6. ↑  Suivante de liste de Michel Thiollière, démissionnaire le 16 avril 2010 en raison de sa nomination à la Commission de régulation de l'énergie.
7. ↑  Suivante de liste d'André Lejeune, décédé, à compter du 10 septembre 2009.
8. ↑  Suivante de liste de Jean-Claude Étienne, nommé au Conseil économique, social et environnemental le 2 novembre 2010.

#### Sénat de 2011 à 2014
| Nom                  |  | Groupe     | Circonscription                 |
| -------------------- |  | ---------- | ------------------------------- |
| Kalliopi Ango Ela    |  | Écologiste | Français établis hors de France |
| Patricia Bordas      |  | SOC        | Corrèze                         |
| Nicole Bricq         |  | SOC        | Seine-et-Marne                  |
| Karine Claireaux     |  | SOC        | Saint-Pierre-et-Miquelon        |
| Hélène Conway-Mouret |  | SOC        | Français établis hors de France |
| Anne-Marie Escoffier |  | SOC        | Aveyron                         |
| Anne Emery-Dumas     |  | SOC        | Nièvre                          |
| Jacqueline Farreyrol |  | UMP        | La Réunion                      |
| Éliane Giraud        |  | SOC        | Isère                           |
| Isabelle Lajoux      |  | SOC        | Seine-et-Marne                  |
| Hélène Lipietz       |  | Écologiste | Seine-et-Marne                  |
| Laurence Rossignol   |  | SOC        | Oise                            |
| Hélène Masson-Maret  |  | UMP        | Alpes-Maritimes                 |

1. ↑  Suivante de liste de Hélène Conway-Mouret, nommée au gouvernement, à compter du 17 juin 2012.
2. ↑  Suivante de liste de René Teulade, décédé le 13 février 2014.
3. ↑  Jusqu'au 22 juillet 2012, date à laquelle elle est nommée au gouvernement. Elle est remplacée par sa suivante de liste Hélène Lipietz. Elle retrouve son siège un mois après son départ du gouvernement, à compter du 3 mai 2014.
4. ↑  Jusqu'au 22 juillet 2012, date à laquelle elle est nommée au gouvernement. Elle est remplacée par sa suivante de liste Kalliopi Ango Ela. Elle retrouve son siège un mois après son départ du gouvernement, à compter du 3 mai 2014.
5. ↑  Jusqu'au 22 juillet 2012, date à laquelle elle est nommée au gouvernement. Elle est remplacée par sa suivante de liste Stéphane Mazars. Elle retrouve son siège un mois après son départ du gouvernement, à compter du 3 mai 2014.
6. ↑  Élue lors d'une élection partielle, à la suite de la démission de Didier Boulaud, à compter du 2 décembre 2012.
7. ↑  Démissionne le 30 juin 2014.
8. ↑  Suivante de liste d'André Vallini, nommé au gouvernement, à compter du 10 mai 2014.
9. ↑  Suivante de liste de François Rebsamen, nommé au gouvernement, à compter du 3 mai 2014.
10. ↑  Suivante de liste de Nicole Bricq, nommée au gouvernement, à compter du 22 juillet 2012. Elle quitte son siège un mois après le départ de Nicole Bricq du gouvernement, à compter du 3 mai 2014.
11. ↑  Élue au début de la législature mais remplacée par son suivant de liste Jean-Pierre Bosino, après sa nomination au gouvernement, à compter du 10 mai 2014.
12. ↑  Suivante de liste de René Vestri, décédé, à compter du 7 février 2013.

#### Sénat de 2014 à 2017
À noter que le groupe UMP devient le groupe Les Républicains en mai 2015, à la suite de la refondation du parti.
| Groupe | Groupe | 1  | 2  | Total | % Groupe |
| ------ | ------ | -- | -- | ----- | -------- |
|        | SOC    | 20 | 14 | 34    | 30,00    |
|        | UMP    | 11 | 18 | 29    | 20,14    |
|        | UDI-UC | 6  | 7  | 13    | 30,23    |
|        | CRC    | 8  | 1  | 9     | 50,00    |
|        | ÉCO    | 5  | 0  | 5     | 50,00    |
|        | RDSE   | 1  | 3  | 4     | 17,65    |
| Total  | Total  | 51 | 43 | 94    | 27,01    |

| Nom                          | Naissance         | Date de première élection | Parti | Parti | Groupe | Groupe | Circonscription                 | Série |
| ---------------------------- | ----------------- | ------------------------- | ----- | ----- | ------ | ------ | ------------------------------- | ----- |
| Leila Aïchi                  | 14 mai 1970       | 25 septembre 2011         |       | EELV  |        | ECOLO  | Paris                           | 1     |
| Michèle André                | 6 février 1947    | 23 septembre 2001         |       | PS    |        | SOC    | Puy-de-Dôme                     | 1     |
| Aline Archimbaud             | 2 novembre 1948   | 25 septembre 2011         |       | EELV  |        | ECOLO  | Seine-Saint-Denis               | 1     |
| Éliane Assassi               | 2 octobre 1958    | 26 septembre 2004         |       | PCF   |        | CRC    | Seine-Saint-Denis               | 1     |
| Delphine Bataille            | 16 septembre 1969 | 25 septembre 2011         |       | PS    |        | SOC    | Nord                            | 1     |
| Marie-France Beaufils        | 22 novembre 1946  | 23 septembre 2001         |       | PCF   |        | CRC    | Indre-et-Loire                  | 1     |
| Esther Benbassa              | 27 mars 1950      | 25 septembre 2011         |       | EELV  |        | ECOLO  | Val-de-Marne                    | 1     |
| Annick Billon                | 3 août 1967       | 28 septembre 2014         |       | UDI   |        | UDI-UC | Vendée                          | 2     |
| Marie-Christine Blandin      | 22 septembre 1952 | 23 septembre 2001         |       | EELV  |        | ECOLO  | Nord                            | 1     |
| Maryvonne Blondin            | 20 janvier 1947   | 21 septembre 2008         |       | PS    |        | SOC    | Finistère                       | 2     |
| Nicole Bonnefoy              | 11 août 1958      | 21 septembre 2008         |       | PS    |        | SOC    | Charente                        | 2     |
| Natacha Bouchart             | 29 mai 1963       | 25 septembre 2011         |       | UMP   |        | UMP    | Pas-de-Calais                   | 1     |
| Corinne Bouchoux             | 5 janvier 1964    | 25 septembre 2011         |       | EELV  |        | ECOLO  | Maine-et-Loire                  | 1     |
| Nicole Bricq                 | 10 juin 1947      | 26 septembre 2004         |       | PS    |        | SOC    | Seine-et-Marne                  | 1     |
| Claire-Lise Campion          | 27 juillet 1951   | 28 avril 2000             |       | PS    |        | SOC    | Essonne                         | 1     |
| Agnès Canayer                | 21 septembre 1965 | 28 septembre 2014         |       | UMP   |        | UMP    | Seine-Maritime                  | 2     |
| Françoise Cartron            | 27 mars 1949      | 21 septembre 2008         |       | PS    |        | SOC    | Gironde                         | 2     |
| Caroline Cayeux              | 1er novembre 1948 | 25 septembre 2011         |       | UMP   |        | UMP    | Oise                            | 1     |
| Anne Chain-Larché            | 11 avril 1958     | 1er octobre 2015          |       | UMP   |        | UMP    | Seine-et-Marne                  | 1     |
| Karine Claireaux             | 15 novembre 1963  | 25 septembre 2011         |       | PS    |        | SOC    | Saint-Pierre-et-Miquelon        | 1     |
| Laurence Cohen               | 15 janvier 1953   | 25 septembre 2011         |       | PCF   |        | CRC    | Val-de-Marne                    | 1     |
| Hélène Conway-Mouret         | 13 septembre 1960 | 25 septembre 2011         |       | PS    |        | SOC    | Français établis hors de France | 1     |
| Josiane Costes               | 23 août 1947      | 28 septembre 2014         |       | PRG   |        | RDSE   | Cantal                          | 2     |
| Cécile Cukierman             | 26 avril 1976     | 25 septembre 2011         |       | PCF   |        | CRC    | Loire                           | 1     |
| Annie David                  | 17 janvier 1963   | 23 septembre 2001         |       | PCF   |        | CRC    | Isère                           | 1     |
| Isabelle Debré               | 23 mai 1957       | 26 septembre 2004         |       | UMP   |        | UMP    | Hauts-de-Seine                  | 1     |
| Michelle Demessine           | 18 juin 1947      | 23 septembre 2001         |       | PCF   |        | CRC    | Nord                            | 1     |
| Catherine Deroche            | 24 février 1953   | 12 octobre 2010           |       | UMP   |        | UMP    | Maine-et-Loire                  | 1     |
| Jacky Deromedi               | 14 juin 1944      | 28 septembre 2014         |       | UMP   |        | UMP    | Français établis hors de France | 2     |
| Chantal Deseyne              | 29 janvier 1957   | 28 septembre 2014         |       | UMP   |        | UMP    | Eure-et-Loir                    | 2     |
| Évelyne Didier               | 14 mars 1948      | 23 septembre 2001         |       | PCF   |        | CRC    | Meurthe-et-Moselle              | 1     |
| Catherine Di Folco           | 30 novembre 1960  | 28 septembre 2014         |       | UMP   |        | UMP    | Rhône                           | 2     |
| Élisabeth Doineau            | 7 avril 1961      | 28 septembre 2014         |       | UDI   |        | UDI-UC | Mayenne                         | 1     |
| Marie-Annick Duchêne         | 23 août 1940      | 25 septembre 2011         |       | DVD   |        | UMP    | Yvelines                        | 1     |
| Anne-Lise Dufour-Tonini      | 2 mars 1970       | 4 juillet 2017            |       | PS    |        | SOC    | Nord                            | 1     |
| Nicole Duranton              | 13 octobre 1958   | 28 septembre 2014         |       | UMP   |        | UMP    | Eure                            | 2     |
| Josette Durrieu              | 20 mars 1937      | 27 septembre 1992         |       | PS    |        | SOC    | Hautes-Pyrénées                 | 1     |
| Anne Emery-Dumas             | 30 août 1959      | 2 décembre 2012           |       | PS    |        | SOC    | Nièvre                          | 1     |
| Frédérique Espagnac          | 19 avril 1972     | 25 septembre 2011         |       | PS    |        | SOC    | Pyrénées-Atlantiques            | 1     |
| Dominique Estrosi Sassone    | 14 novembre 1958  | 28 septembre 2014         |       | UMP   |        | UMP    | Alpes-Maritimes                 | 2     |
| Marie-Hélène des Esgaulx     | 26 mai 1950       | 21 septembre 2008         |       | UMP   |        | UMP    | Gironde                         | 2     |
| Corinne Féret                | 17 septembre 1961 | 11 juin 2015              |       | PS    |        | SOC    | Calvados                        | 2     |
| Françoise Férat              | 5 mars 1949       | 23 septembre 2001         |       | UDI   |        | UDI-UC | Marne                           | 1     |
| Joëlle Garriaud-Maylam       | 20 mars 1955      | 26 septembre 2004         |       | UMP   |        | UMP    | Français établis hors de France | 1     |
| Françoise Gatel              | 14 mars 1953      | 28 septembre 2014         |       | UDI   |        | UDI-UC | Ille-et-Vilaine                 | 2     |
| Catherine Génisson           | 22 avril 1949     | 25 septembre 2011         |       | PS    |        | SOC    | Pas-de-Calais                   | 1     |
| Frédérique Gerbaud           | 3 juillet 1959    | 17 novembre 2016          |       | UMP   |        | UMP    | Indre                           | 1     |
| Samia Ghali                  | 10 juin 1968      | 21 septembre 2008         |       | PS    |        | SOC    | Bouches-du-Rhône                | 2     |
| Dominique Gillot             | 11 juillet 1949   | 25 septembre 2011         |       | PS    |        | SOC    | Val-d'Oise                      | 1     |
| Éliane Giraud                | 12 mars 1952      | 10 mai 2014               |       | PS    |        | SOC    | Isère                           | 1     |
| Colette Giudicelli           | 24 novembre 1943  | 21 septembre 2008         |       | UMP   |        | UMP    | Alpes-Maritimes                 | 2     |
| Brigitte Gonthier-Maurin     | 23 avril 1956     | 29 juin 2007              |       | PCF   |        | CRC    | Hauts-de-Seine                  | 1     |
| Nathalie Goulet              | 24 mai 1958       | 26 février 2007           |       | UDI   |        | UDI-UC | Orne                            | 1     |
| Jacqueline Gourault          | 20 novembre 1950  | 23 septembre 2001         |       | MoDem |        | UDI-UC | Loir-et-Cher                    | 1     |
| Sylvie Goy-Chavent           | 23 mai 1963       | 21 septembre 2008         |       | UDI   |        | UDI-UC | Ain                             | 2     |
| Pascale Gruny                | 18 février 1960   | 28 septembre 2014         |       | UMP   |        | UMP    | Aisne                           | 2     |
| Annie Guillemot              | 27 janvier 1956   | 28 septembre 2014         |       | PS    |        | SOC    | Rhône                           | 2     |
| Odette Herviaux              | 6 janvier 1948    | 23 septembre 2001         |       | PS    |        | SOC    | Morbihan                        | 1     |
| Gélita Hoarau                | 9 octobre 1954    | 12 novembre 2016          |       | PCR   |        | CRC    | La Réunion                      | 1     |
| Christiane Hummel            | 8 mai 1942        | 26 septembre 2004         |       | UMP   |        | UMP    | Var                             | 2     |
| Corinne Imbert               | 20 novembre 1958  | 28 septembre 2014         |       | UMP   |        | UMP    | Charente-Maritime               | 2     |
| Teura Iriti                  | 7 janvier 1965    | 28 septembre 2014         |       | TH    |        | UDI-UC | Polynésie française             | 2     |
| Geneviève Jean               | 28 août 1945      | 28 septembre 2014         |       | PS    |        | SOC    | Vaucluse                        | 2     |
| Sophie Joissains             | 25 octobre 1969   | 21 septembre 2008         |       | UDI   |        | UDI-UC | Bouches-du-Rhône                | 2     |
| Chantal Jouanno              | 12 juillet 1969   | 25 septembre 2011         |       | UDI   |        | UDI-UC | Paris                           | 1     |
| Gisèle Jourda                | 24 mars 1955      | 28 septembre 2014         |       | PS    |        | SOC    | Aude                            | 2     |
| Mireille Jouve               | 30 décembre 1960  | 28 septembre 2014         |       | DVG   |        | RDSE   | Bouches-du-Rhône                | 2     |
| Christiane Kammermann        | 10 juillet 1932   | 26 septembre 2004         |       | UMP   |        | UMP    | Français établis hors de France | 1     |
| Fabienne Keller              | 20 octobre 1959   | 26 septembre 2004         |       | UMP   |        | UMP    | Bas-Rhin                        | 2     |
| Bariza Khiari                | 3 septembre 1946  | 26 septembre 2004         |       | PS    |        | SOC    | Paris                           | 1     |
| Françoise Laborde            | 8 juillet 1958    | 21 septembre 2008         |       | PRG   |        | RDSE   | Haute-Garonne                   | 2     |
| Élisabeth Lamure             | 20 novembre 1947  | 26 septembre 2004         |       | UMP   |        | UMP    | Rhône                           | 2     |
| Claudine Lepage              | 10 août 1949      | 21 septembre 2008         |       | PS    |        | SOC    | Français établis hors de France | 2     |
| Valérie Létard               | 13 octobre 1962   | 14 décembre 2010          |       | UDI   |        | UDI-UC | Nord                            | 1     |
| Marie-Noëlle Lienemann       | 12 juillet 1951   | 25 septembre 2011         |       | PS    |        | SOC    | Paris                           | 1     |
| Anne-Catherine Loisier       | 13 mars 1969      | 28 septembre 2014         |       | UDI   |        | UDI-UC | Côte-d'Or                       | 2     |
| Vivette Lopez                | 27 décembre 1954  | 28 septembre 2014         |       | UMP   |        | UMP    | Gard                            | 2     |
| Hermeline Malherbe           | 18 février 1969   | 27 août 2014              |       | PS    |        | RDSE   | Pyrénées-Orientales             | 1     |
| Colette Mélot                | 20 avril 1947     | 26 septembre 2004         |       | UMP   |        | UMP    | Seine-et-Marne                  | 1     |
| Michelle Meunier             | 24 janvier 1956   | 25 septembre 2011         |       | PS    |        | SOC    | Loire-Atlantique                | 1     |
| Marie Mercier                | 16 juin 1958      | 11 juin 2015              |       | UMP   |        | UMP    | Saône-et-Loire                  | 2     |
| Danielle Michel              | 3 avril 1947      | 25 septembre 2011         |       | PS    |        | SOC    | Landes                          | 1     |
| Brigitte Micouleau           | 10 septembre 1951 | 28 septembre 2014         |       | UMP   |        | UMP    | Haute-Garonne                   | 2     |
| Marie-Pierre Monier          | 28 février 1958   | 28 septembre 2014         |       | PS    |        | SOC    | Drôme                           | 2     |
| Patricia Morhet-Richaud      | 28 juillet 1951   | 27 décembre 2014          |       | UMP   |        | UMP    | Hautes-Alpes                    | 2     |
| Catherine Morin-Desailly     | 6 juillet 1960    | 26 septembre 2004         |       | UDI   |        | UDI-UC | Seine-Maritime                  | 2     |
| Marie-Françoise Pérol-Dumont | 26 mai 1952       | 28 septembre 2014         |       | PS    |        | SOC    | Haute-Vienne                    | 2     |
| Sophie Primas                | 7 juin 1962       | 25 septembre 2011         |       | UMP   |        | UMP    | Yvelines                        | 1     |
| Catherine Procaccia          | 13 octobre 1949   | 26 septembre 2004         |       | UMP   |        | UMP    | Val-de-Marne                    | 1     |
| Christine Prunaud            | 4 septembre 1950  | 28 septembre 2014         |       | PCF   |        | CRC    | Côtes-d'Armor                   | 2     |
| Noëlle Rauscent              | 10 octobre 1946   | 22 juillet 2017           |       | LREM  |        | LREM   | Yonne                           |       |
| Stéphanie Riocreux           | 20 mai 1966       | 25 septembre 2011         |       | PS    |        | SOC    | Indre-et-Loire                  | 1     |
| Sylvie Robert                | 28 août 1963      | 28 septembre 2014         |       | PS    |        | SOC    | Ille-et-Vilaine                 | 2     |
| Marie-France de Rose         | 25 avril 1943     | 1er janvier 2017          |       | UMP   |        | UMP    | Hauts-de-Seine                  | 1     |
| Laurence Rossignol           | 22 décembre 1957  | 25 septembre 2011         |       | PS    |        | SOC    | Oise                            | 1     |
| Patricia Schillinger         | 18 janvier 1963   | 26 septembre 2004         |       | PS    |        | SOC    | Haut-Rhin                       | 2     |
| Catherine Tasca              | 13 décembre 1941  | 26 septembre 2004         |       | PS    |        | SOC    | Yvelines                        | 1     |
| Lana Tetuanui                | 23 février 1970   | 3 mai 2015                |       | UDI   |        | UDI-UC | Polynésie française             |       |
| Nelly Tocqueville            | 2 mai 1950        | 28 septembre 2014         |       | PS    |        | SOC    | Seine-Maritime                  | 2     |
| Catherine Troendlé           | 20 février 1961   | 26 septembre 2004         |       | UMP   |        | UMP    | Haut-Rhin                       | 2     |
| Évelyne Yonnet               | 9 octobre 1954    | 3 mars 2015               |       | PS    |        | SOC    | Seine-Saint-Denis               | 1     |

1. ↑  Démissionne le 3 juillet 2017.
2. ↑  Démissionne le 1er janvier 2016 ; remplacée par Jean-François Rapin.
3. ↑  Suivante de liste de Jean-Jacques Hyest, nommé au Conseil constitutionnel à compter du 1er octobre 2015.
4. ↑  Suivante de liste de Jacques Mézard, nommé ministre de l'Agriculture dans le premier gouvernement Édouard Philippe, à compter du 18 juin 2017, jusqu'au 16 novembre 2018, puis depuis le 4 mars 2019.
5. ↑  Suivante sur la liste de Marie-Christine Blandin, démissionnaire le 3 juillet 2017.
6. ↑  Suivante de liste de François Aubey, démis d'office par le Conseil constitutionnel le 11 juin 2015.
7. ↑  Suivante de liste de Louis Pinton, mort le 17 novembre 2016.
8. ↑  Suivante de liste de Paul Vergès, mort le 12 novembre 2015.
9. ↑  Suivante de liste de Jean-Patrick Courtois, démis d'office par le Conseil constitutionnel le 11 juin 2015.
10. ↑  Suivante de liste de Jean-Yves Dusserre, mort le 27 décembre 2014.
11. ↑  Suivante de liste de Jean-Baptiste Lemoyne, nommé au gouvernement à compter du 22 juillet 2017.
12. ↑  Suivante de liste de Jean Germain, mort le 7 avril 2015.
13. ↑  Suivante de liste de Jacques Gautier, démissionnaire le 31 décembre 2016.
14. ↑  Redevient sénatrice un mois après la fin de ses responsabilités ministérielles.
15. ↑  Suivante de liste de Claude Dilain, mort le 3 mars 2015.

#### Sénat de 2017 à 2020
| Nom                          | Naissance         | Date de première élection | Parti | Parti | Groupe | Groupe | Circonscription                 | Série |
| ---------------------------- | ----------------- | ------------------------- | ----- | ----- | ------ | ------ | ------------------------------- | ----- |
| Cathy Apourceau-Poly         | 18 avril 1965     | 1er juillet 2018          |       | PCF   |        | CRC    | Pas-de-Calais                   | 1     |
| Viviane Artigalas            | 22 octobre 1956   | 24 septembre 2017         |       | PS    |        | SOC    | Hautes-Pyrénées                 | 1     |
| Éliane Assassi               | 2 octobre 1958    | 26 septembre 2004         |       | PCF   |        | CRC    | Seine-Saint-Denis               | 1     |
| Esther Benbassa              | 27 mars 1950      | 23 septembre 2011         |       | EELV  |        | CRC    | Paris                           | 1     |
| Martine Berthet              | 27 mars 1961      | 24 septembre 2017         |       | LR    |        | LR     | Savoie                          | 1     |
| Anne-Marie Bertrand          | 27 novembre 1952  | 28 septembre 2014         |       | LR    |        | LR     | Isère                           | 2     |
| Annick Billon                | 3 août 1967       | 28 septembre 2014         |       | UDI   |        | UDI-UC | Vendée                          | 2     |
| Maryvonne Blondin            | 20 janvier 1947   | 21 septembre 2008         |       | PS    |        | SOC    | Finistère                       | 2     |
| Christine Bonfanti-Dossat    | 25 mai 1956       | 24 septembre 2017         |       | LR    |        | LR     | Lot-et-Garonne                  | 1     |
| Nicole Bonnefoy              | 11 août 1958      | 21 septembre 2008         |       | PS    |        | SOC    | Charente                        | 2     |
| Pascale Bories               | 1er avril 1969    |                           |       | LR    |        | LR     | Gard                            |       |
| Céline Boulay-Espéronnier    | 18 septembre 1970 | 24 septembre 2017         |       | LR    |        | LR     | Paris                           | 1     |
| Marie-Thérèse Bruguière      | 26 octobre 1962   |                           |       | LR    |        | LR     | Hérault                         |       |
| Céline Brulin                | 4 mars 1970       | 1er juin 2018             |       | PCF   |        | CRC    | Seine-Maritime                  | 2     |
| Agnès Canayer                | 21 septembre 1965 | 28 septembre 2014         |       | LR    |        | LR     | Seine-Maritime                  | 2     |
| Maryse Carrère               | 8 avril 1967      | 24 septembre 2017         |       | PRG   |        | RDSE   | Hautes-Pyrénées                 | 1     |
| Françoise Cartron            | 27 mars 1949      | 21 septembre 2008         |       | PS    |        | SOC    | Gironde                         | 2     |
| Anne Chain-Larché            | 11 avril 1958     | 23 septembre 2001         |       | LR    |        | LR     | Seine-et-Marne                  | 1     |
| Marie-Christine Chauvin      | 20 novembre 1954  | 24 septembre 2017         |       | DVD   |        | LR     | Jura                            | 1     |
| Marta de Cidrac              | 13 juin 1964      | 24 septembre 2017         |       | LR    |        | LR     | Yvelines                        | 1     |
| Laurence Cohen               | 15 janvier 1953   | 25 septembre 2011         |       | PCF   |        | CRC    | Val-de-Marne                    | 1     |
| Catherine Conconne           | 18 mai 1963       | 24 septembre 2017         |       | PS    |        | SOC    | Martinique                      | 1     |
| Agnès Constant               | 16 avril 1962     | 1er juillet 2019          |       |       |        | RASNAG | Hérault                         | 2     |
| Hélène Conway-Mouret         | 13 septembre 1960 | 25 septembre 2011         |       | PS    |        | SOC    | Français établis hors de France | 1     |
| Josiane Costes               | 23 août 1947      | 28 septembre 2014         |       | PRG   |        | RDSE   | Cantal                          | 2     |
| Cécile Cukierman             | 26 avril 1976     | 25 septembre 2011         |       | PCF   |        | CRC    | Loire                           | 1     |
| Laure Darcos                 | 27 novembre 1970  | 24 septembre 2017         |       | LR    |        | LR     | Essonne                         | 1     |
| Nathalie Delattre            | 2 décembre 1968   |                           |       | UDI   |        | RDSE   | Gironde                         |       |
| Annie Delmont-Koropoulis     | 13 juillet 1947   | 24 septembre 2017         |       | LR    |        | LR     | Seine-Saint-Denis               | 1     |
| Catherine Deroche            | 24 février 1953   | 25 septembre 2011         |       | LR    |        | LR     | Maine-et-Loire                  | 1     |
| Jacky Deromedi               | 14 juin 1944      | 28 septembre 2014         |       | LR    |        | LR     | Français établis hors de France | 2     |
| Chantal Deseyne              | 29 janvier 1957   | 28 septembre 2014         |       | LR    |        | LR     | Eure-et-Loir                    | 2     |
| Catherine Di Folco           | 30 novembre 1960  | 28 septembre 2014         |       | LR    |        | LR     | Rhône                           | 2     |
| Nassimah Dindar              | 20 janvier 1960   | 24 septembre 2017         |       | UDI   |        | UDI-UC | La Réunion                      | 1     |
| Élisabeth Doineau            | 7 avril 1961      | 28 septembre 2014         |       | UDI   |        | UDI-UC | Mayenne                         | 1     |
| Catherine Dumas              | 13 juillet 1957   | 24 septembre 2017         |       | LR    |        | LR     | Paris                           | 1     |
| Nicole Duranton              | 13 octobre 1958   | 28 septembre 2014         |       | LR    |        | LR     | Eure                            | 2     |
| Michèle Einaudi              | 26 juin 1953      | 4 août 2020               |       | PS    |        | SOC    | Bouches-du-Rhône                | 2     |
| Frédérique Espagnac          | 19 avril 1972     | 25 septembre 2011         |       | PS    |        | SOC    | Pyrénées-Atlantiques            | 1     |
| Dominique Estrosi Sassone    | 14 novembre 1958  | 28 septembre 2014         |       | LR    |        | LR     | Alpes-Maritimes                 | 2     |
| Jacqueline Eustache-Brinio   | 5 septembre 1956  | 24 septembre 2017         |       | LR    |        | LR     | Val-d'Oise                      | 1     |
| Françoise Férat              | 5 mai 1949        | 23 septembre 2001         |       | UDI   |        | UDI-UC | Marne                           | 1     |
| Corinne Féret                | 17 septembre 1961 | 11 juin 2015              |       | PS    |        | SOC    | Calvados                        | 2     |
| Martine Filleul              | 6 juin 1953       | 24 septembre 2017         |       | PS    |        | SOC    | Nord                            | 1     |
| Catherine Fournier           | 16 septembre 1955 | 24 septembre 2017         |       | LR    |        | LR     | Pas-de-Calais                   | 1     |
| Danièle Garcia               | 12 mars 1948      | 3 août 2020               |       | DVG   |        | RDSE   | Bouches-du-Rhône                | 2     |
| Joëlle Garriaud-Maylam       | 20 mars 1955      | 26 septembre 2004         |       | LR    |        | LR     | Français établis hors de France | 1     |
| Françoise Gatel              | 14 mars 1953      | 28 septembre 2014         |       | UDI   |        | UDI-UC | Ille-et-Vilaine                 | 2     |
| Frédérique Gerbaud           | 3 juillet 1959    | 17 novembre 2016          |       | LR    |        | LR     | Indre                           | 1     |
| Samia Ghali                  | 10 juin 1968      | 21 septembre 2008         |       | PS    |        | SOC    | Bouches-du-Rhône                | 2     |
| Colette Giudicelli           | 24 novembre 1943  | 21 septembre 2008         |       | LR    |        | LR     | Alpes-Maritimes                 | 2     |
| Marie-Pierre de la Gontrie   | 18 décembre 1958  | 24 septembre 2017         |       | PS    |        | SOC    | Paris                           | 1     |
| Nathalie Goulet              | 24 mai 1958       | 25 septembre 2011         |       | UDI   |        | UDI-UC | Orne                            | 1     |
| Jacqueline Gourault          | 20 novembre 1950  | 23 septembre 2001         |       | MoDem |        | UDI-UC | Loir-et-Cher                    | 1     |
| Sylvie Goy-Chavent           | 23 mai 1963       | 21 septembre 2008         |       | UDI   |        | UDI-UC | Ain                             | 2     |
| Michelle Gréaume             | 30 octobre 1967   | 24 septembre 2017         |       | PCF   |        | CRC    | Nord                            | 1     |
| Nadine Grelet                | 17 janvier 1959   |                           |       | PS    |        | SOC    | Sarthe                          |       |
| Pascale Gruny                | 18 février 1960   | 28 septembre 2014         |       | LR    |        | LR     | Aisne                           | 2     |
| Jocelyne Guidez              | 26 septembre 1956 | 24 septembre 2017         |       | UDI   |        | UDI-UC | Essonne                         | 1     |
| Véronique Guillotin          | 3 novembre 1962   | 24 septembre 2017         |       | UDI   |        | UDI-UC | Meurthe-et-Moselle              | 1     |
| Laurence Harribey            | 8 février 1953    |                           |       | LR    |        | LR     | Gironde                         |       |
| Christine Herzog             | 30 décembre 1968  | 24 septembre 2017         |       | LR    |        | LR     | Moselle                         | 1     |
| Corinne Imbert               | 20 novembre 1958  | 28 septembre 2014         |       | LR    |        | LR     | Charente-Maritime               | 2     |
| Victoire Jasmin              | 23 décembre 1955  | 24 septembre 2017         |       | PS    |        | SOC    | Guadeloupe                      | 1     |
| Sophie Joissains             | 25 octobre 1969   | 21 septembre 2008         |       | UDI   |        | UDI-UC | Bouches-du-Rhône                | 2     |
| Gisèle Jourda                | 24 mars 1955      | 28 septembre 2014         |       | PS    |        | SOC    | Aude                            | 2     |
| Muriel Jourda                | 27 octobre 1967   | 24 septembre 2017         |       | LR    |        | LR     | Morbihan                        | 1     |
| Mireille Jouve               | 30 décembre 1960  | 28 septembre 2014         |       | DVG   |        | RDSE   | Bouches-du-Rhône                | 2     |
| Claudine Kauffmann           | 28 septembre 1944 | 28 septembre 2014         |       | FN    |        | RASNAG | Var                             | 2     |
| Fabienne Keller              | 20 octobre 1959   | 26 septembre 2004         |       | LR    |        | LR     | Bas-Rhin                        | 2     |
| Françoise Laborde            | 8 juillet 1958    | 21 septembre 2008         |       | PRG   |        | RDSE   | Haute-Garonne                   | 2     |
| Élisabeth Lamure             | 20 novembre 1947  | 26 septembre 2004         |       | LR    |        | LR     | Rhône                           | 2     |
| Christine Lanfranchi Dorgal  | 24 avril 1961     |                           |       | LR    |        | LR     | Var                             |       |
| Florence Lassarade           | 18 mai 1957       |                           |       | LR    |        | LR     | Gironde                         |       |
| Christine Lavarde            | 16 octobre 1984   | 24 septembre 2017         |       | DVD   |        |        | Hauts-de-Seine                  | 1     |
| Nadège Lefebvre              | 25 octobre 1960   | 24 septembre 2017         |       | LR    |        | LR     | Oise                            | 1     |
| Claudine Lepage              | 10 août 1949      | 21 septembre 2008         |       | PS    |        | SOC    | Français établis hors de France | 2     |
| Valérie Létard               | 13 octobre 1962   | 23 septembre 2001         |       | UDI   |        | UDI-UC | Nord                            | 1     |
| Brigitte Lherbier            | 21 juin 1956      | 24 septembre 2017         |       | LR    |        | LR     | Nord                            | 1     |
| Marie-Noëlle Lienemann       | 12 juillet 1951   | 23 septembre 2011         |       | PS    |        | SOC    | Paris                           | 1     |
| Anne-Catherine Loisier       | 13 mars 1969      | 28 septembre 2014         |       | UDI   |        | UDI-UC | Côte-d'Or                       | 2     |
| Vivette Lopez                | 27 décembre 1954  | 28 septembre 2014         |       | LR    |        | LR     | Gard                            | 2     |
| Monique Lubin                | 16 juillet 1963   | 24 septembre 2017         |       | PS    |        | SOC    | Landes                          | 1     |
| Viviane Malet                | 28 octobre 1954   | 24 septembre 2017         |       | LR    |        | LR     | La Réunion                      | 1     |
| Colette Mélot                | 20 avril 1947     | 26 septembre 2004         |       | LR    |        | LREM   | Seine-et-Marne                  | 1     |
| Marie Mercier                | 16 juin 1958      | 11 juin 2015              |       | LR    |        | LR     | Saône-et-Loire                  | 2     |
| Michelle Meunier             | 24 janvier 1956   | 25 septembre 2011         |       | PS    |        | SOC    | Loire-Atlantique                | 1     |
| Brigitte Micouleau           | 10 septembre 1951 | 28 septembre 2014         |       | LR    |        | LR     | Haute-Garonne                   | 2     |
| Marie-Pierre Monier          | 28 février 1958   | 28 septembre 2014         |       | PS    |        | SOC    | Drôme                           | 2     |
| Patricia Morhet-Richaud      | 28 juillet 1951   | 27 décembre 2014          |       | LR    |        | LR     | Hautes-Alpes                    | 2     |
| Catherine Morin-Desailly     | 6 juillet 1960    | 26 septembre 2004         |       | UDI   |        | UDI-UC | Seine-Maritime                  | 2     |
| Marie-Françoise Pérol-Dumont | 26 mai 1952       | 28 septembre 2014         |       | PS    |        | SOC    | Haute-Vienne                    | 2     |
| Angèle Préville              | 23 novembre 1955  | 24 septembre 2017         |       | PS    |        | SOC    | Lot                             | 1     |
| Sophie Primas                | 7 juin 1962       | 25 septembre 2011         |       | LR    |        | LR     | Yvelines                        | 1     |
| Catherine Procaccia          | 13 octobre 1949   | 26 septembre 2004         |       | LR    |        | LR     | Val-de-Marne                    | 1     |
| Sonia de La Provôté          | 25 décembre 1968  |                           |       | UDI   |        | UDI-UC | Calvados                        |       |
| Christine Prunaud            | 4 septembre 1950  | 28 septembre 2014         |       | PCF   |        | CRC    | Côtes-d'Armor                   | 2     |
| Frédérique Puissat           | 4 novembre 1967   | 24 septembre 2017         |       | LR    |        | LR     | Isère                           | 1     |
| Isabelle Raimond-Pavero      | 23 février 1951   | 24 septembre 2017         |       | LREM  |        | LREM   | Indre-et-Loire                  | 1     |
| Noëlle Rauscent              | 10 octobre 1946   |                           |       | LREM  |        | LREM   | Yonne                           |       |
| Évelyne Renaud-Garabedian    | 18 juin 1950      | 24 septembre 2017         |       | DVD   |        |        | Français établis hors de France | 1     |
| Marie-Pierre Richer          | 19 avril 1963     | 28 septembre 2014         |       | DVD   |        | LR     | Cher                            | 1     |
| Sylvie Robert                | 28 août 1963      | 28 septembre 2014         |       | PS    |        | SOC    | Ille-et-Vilaine                 | 2     |
| Laurence Rossignol           | 22 décembre 1957  | 25 septembre 2011         |       | PS    |        | SOC    | Oise                            | 1     |
| Denise Saint-Pé              | 5 janvier 1951    | 24 septembre 2017         |       | UDI   |        | UDI-UC | Pyrénées-Atlantiques            | 1     |
| Patricia Schillinger         | 18 janvier 1963   | 26 septembre 2004         |       | PS    |        | SOC    | Haut-Rhin                       | 2     |
| Nadia Sollogoub              | 9 novembre 1961   | 24 septembre 2017         |       | DVD   |        |        | Nièvre                          | 1     |
| Sophie Taillé-Polian         | 4 octobre 1974    | 24 septembre 2017         |       | PS    |        | SOC    | Val-de-Marne                    | 1     |
| Lana Tetuanui                | 23 février 1970   | 3 mai 2015                |       | UDI   |        | UDI-UC | Polynésie française             |       |
| Claudine Thomas              | 19 août 1961      | 24 septembre 2017         |       | LR    |        | LR     | Seine-et-Marne                  | 1     |
| Nelly Tocqueville            | 2 mai 1950        | 28 septembre 2014         |       | PS    |        | SOC    | Seine-Maritime                  | 2     |
| Catherine Troendlé           | 20 février 1961   | 26 septembre 2004         |       | UMP   |        | UMP    | Haut-Rhin                       | 2     |
| Sabine Van Heghe             | 8 septembre 1960  | 24 septembre 2017         |       | PS    |        | SOC    | Pas-de-Calais                   | 1     |
| Sylvie Vermeillet            | 10 juin 1967      | 24 septembre 2017         |       | UDI   |        | UDI-UC | Jura                            | 1     |
| Michèle Vullien              | 18 janvier 1944   |                           |       | UDI   |        | UDI-UC | Rhône                           |       |

1. ↑  Suivante de liste de Dominique Watrin, démissionnaire, à compter du 1er juillet 2018.
2. ↑  Suivante de liste de Jean-Claude Gaudin, démissionnaire, à compter du 23 septembre 2017.
3. ↑  Suivante de liste de Jean-Paul Fournier, démissionnaire, à compter du 1er octobre 2017.
4. ↑  Suivante de liste de François Commeinhes, démissionnaire, à compter du 1er octobre 2017.
5. ↑  Suivante de liste de Thierry Foucaud, démissionnaire, à compter du 1er juin 2018.
6. ↑  Suivante de liste de Robert Navarro, démissionnaire, à compter du 1er juillet 2019.
7. ↑  Suppléante de Jacques Mézard, nommé au gouvernement, à compter du 18 juin 2017 et jusqu'au 18 novembre 2018, après le remaniement ministériel lors duquel il n'est pas reconduit, redevient sénatrice après la nomination de celui-ci au Conseil constitutionnel à compter du 4 mars 2019
8. ↑  Suivante de liste de Xavier Pintat, démissionnaire, à compter du 1er octobre 2017.
9. ↑  Suivante de liste de Samia Ghali, démissionnaire, à compter du 4 août 2020.
10. ↑  Suivante de liste de Michel Amiel, démissionnaire, à compter du 3 août 2020.
11. ↑  Suivante de liste de Jean-Claude Boulard, démissionnaire, à compter du 1er octobre 2017.
12. ↑  Suivante de liste d'Alain Anziani, démissionnaire, à compter du 1er octobre 2017.
13. ↑  Suivante de liste de David Rachline, démissionnaire, à compter du 1er octobre 2017.
14. ↑  Suivante de liste de Christiane Hummel, démissionnaire, à compter du 1er octobre 2017.
15. ↑  Suivante de liste de Gérard César, démissionnaire, à compter du 1er octobre 2017.
16. ↑  Quitte son siège le 25 octobre 2017, à la suite de son élection comme présidente du conseil départemental de l'Oise ; remplacée par son suivant de liste Jérôme Bascher.
17. ↑  Suivante de liste de Jean-Léonce Dupont, démissionnaire, à compter du 1er octobre 2017.
18. ↑  Suppléante de François Pillet, nommé au Conseil constituionnel, à compter du 4 mars 2019.
19. ↑  Suivante de liste de Michel Mercier, démissionnaire, à compter du 1er octobre 2017.

## Liste de questeures du Sénat
| Années                               | Années    | Titulaire              | Groupe |
| ------------------------------------ | --------- | ---------------------- | ------ |
| Pas de titulaire entre 1946 et 2023. |           |                        |        |
|                                      | 2023-2026 | Marie-Arlette Carlotti | SER    |

## Liste de vice-présidentes du Sénat
| Années                               | Années            | Titulaire              | Groupe  |
| ------------------------------------ | ----------------- | ---------------------- | ------- |
|                                      | 1946-1954         | Gilberte Brossolette   | SOC     |
|                                      | 1948-1951         | Marcelle Devaud        | RS      |
|                                      | 1959-1971         | Marie-Hélène Cardot    | MRP     |
| Pas de titulaire entre 1971 et 2004. |                   |                        |         |
|                                      | 2004-2008         | Michèle André          | SOC     |
| 2008-2011                            | Catherine Tasca   | SOC                    |         |
| 2008-2011                            |                   | Monique Papon          | UMP     |
|                                      | 2011-2014         | Christiane Demontès    | SOC     |
| Bariza Khiari                        | 2011-2014         | SOC                    |         |
| 2014-2017                            | Françoise Cartron | SOC/SOCR               |         |
| 2014-2017                            |                   | Jacqueline Gourault    | UDI-UC  |
| 2014-2017                            |                   | Isabelle Debré         | UMP/REP |
|                                      | 2017-2018         | Marie-Noëlle Lienemann | SOCR    |
|                                      | 2017-2020         | Catherine Troendlé     | REP     |
|                                      | 2017-2023         | Valérie Létard         | UC      |
|                                      | 2020-2023         | Laurence Rossignol     | SER     |
|                                      | 2020-2023         | Nathalie Delattre      | RDSE    |
|                                      | 2020-2023         | Pascale Gruny          | REP     |
| 2023-2024                            | Sophie Primas     | REP                    |         |
|                                      | 2023-2026         | Sylvie Robert          | SER     |
|                                      | 2023-2026         | Sylvie Vermeillet      | UC      |
|                                      | 2024-2026         | Anne Chain-Larché      | REP     |

## Liste de présidentes de commissions
| Années      | Années                    | Titulaire                | Groupe               | Commission                          |
| ----------- | ------------------------- | ------------------------ | -------------------- | ----------------------------------- |
|             | 2009-2011                 | Muguette Dini            | UDI-UC               | Affaires sociales                   |
|             | 2011-2014                 | Annie David              | CRC-SPG/CRC          | Affaires sociales                   |
|             | 2011-2014                 | Marie-Christine Blandin  | ÉCO                  | Culture, Éducation et Communication |
|             | 2014-2017                 | Michèle André            | SOC/SOCR             | Finances                            |
|             | 2014-2020                 | Catherine Morin-Desailly | UC                   | Culture, Éducation et Communication |
|             | 2017-2023                 | Sophie Primas            | REP                  | Affaires économiques                |
| 2020-2023   | Catherine Deroche         | REP                      | Affaires sociales    |                                     |
| Depuis 2023 | Dominique Estrosi Sassone | REP                      | Affaires économiques |                                     |
| Depuis 2024 | Muriel Jourda             | REP                      | Lois                 |                                     |

## Liste de présidentes de groupes
| Années    | Années                  | Titulaire              | Groupe |
| --------- | ----------------------- | ---------------------- | ------ |
|           | 1975-1978               | Marie-Thérèse Goutmann | COM    |
| 1979-2001 | Hélène Luc              | COM/CRC                |        |
| 2001-2012 | Nicole Borvo Cohen-Seat | CRC/CRC-SPG/CRC        |        |
| 2012-2023 | Éliane Assassi          | CRC/CRCE               |        |
|           | 2015-2016               | Corinne Bouchoux       | ÉCO    |
|           | Depuis 2023             | Cécile Cukierman       | CRCE-K |
|           | Depuis 2023             | Maryse Carrère         | RDSE   |

## Proportion de femmes
| Année       | 1958   | 1960   | 1962   | 1964   | 1966   | 1968   | 1971   | 1974   | 1977   | 1980  | 1983   | 1986   | 1989   |
| % de femmes | 1,91 % | 1,63 % | 1,85 % | 1,83 % | 1,82 % | 1,77 % | 1,42 % | 2,47 % | 1,69 % | 2,3 % | 2,84 % | 2,82 % | 3,11 % |

| Année       | 1992   | 1995  | 1998   | 2001   | 2004 | 2008   | 2011   | 2014 | 2017 | 2020   | 2023   |
| % de femmes | 4,98 % | 5,6 % | 5,92 % | 10,9 % | 17 % | 21,9 % | 22,1 % | 28 % | 29 % | 34,8 % | 36,3 % |